# Casa do Barão do Crato
A Casa do Barão do Crato é um sobrado pertenceu à Bernardo Duarte Brandão, que por já existir um barão em Icó, recebeu o título de Barão de Crato de D. Pedro II, em 1866. A Casa do Barão do Crato está localizada no Largo do Theberge, próximo à Igreja Matriz de N.S. da Expectação, em Icó.

## História
O Barão do Crato fez seus estudos na França e após o falecimento de seu pai, retornou a Icó para cuidar da herança. Segundo a lenda, ele apaixonou-se por sua irmã e pela impossibilidade de materializar o seu amor, tornou-se uma pessoa amarga e cruel. Retornou à França, vindo a falecer em Paris em 1880.
A Casa do Barão do Crato ficou abandonada por setenta anos, até ser adquirida na década de 1940 por Joaquim Ferreira da Silva. Este era funcionário do Correios e Telegráficos e manteve a arquitetura e as paredes de barro do sobrado.
Atualmente a filha de Joaquim, Dona Doracy Ferreira, reside no sobrado. Os atuais proprietários encontraram uma bola de ferro, provavelmente usada pelos escravos assim como dentes humanos. Segundo relatos da cultura local, o Barão costumava castigar seus escravos.

## Arquitetura
A Casa do Barão do Crato possui traços coloniais, uma edificação simples, uma representação comum das residências dos sertanejos com títulos de nobreza daquela época no interior do Ceará. A casa ainda conserva suas portas e pisos de madeira originais.